# Curculigo scorzonerifolia
Curculigo scorzonerifolia är en enhjärtbladig växtart som först beskrevs av Jean-Baptiste de Lamarck, och fick sitt nu gällande namn av John Gilbert Baker. Curculigo scorzonerifolia ingår i släktet Curculigo, och familjen Hypoxidaceae. Inga underarter finns listade i Catalogue of Life.

## Bildgalleri

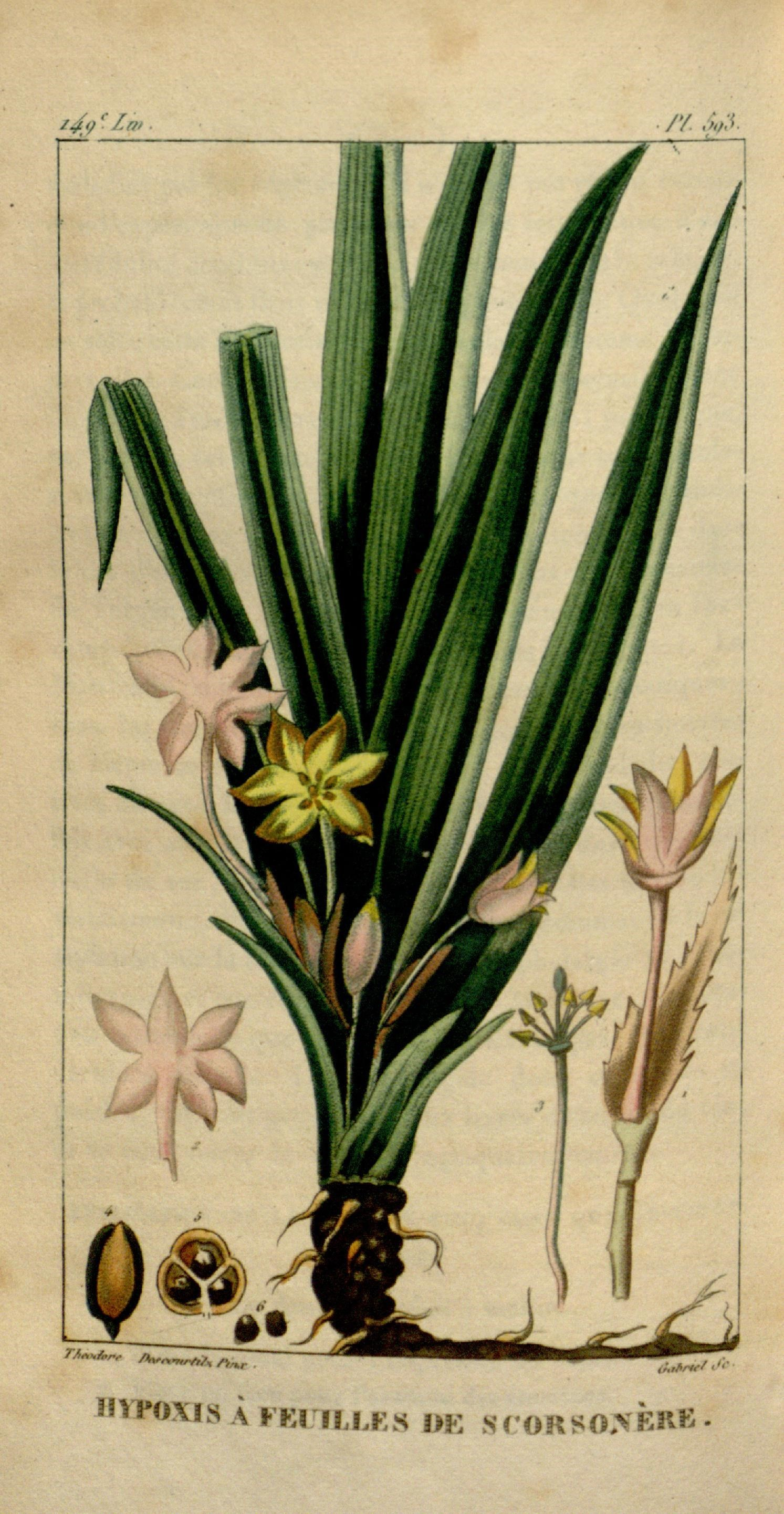